# Al-Ittihad Alexandrie
Al-Ittihad Alexandrie (arabsky نادي الاتحاد السكندري) je jeden z největších fotbalových klubů v Egyptě. Tým, který v současnosti hraje v Egyptské Premier League, byl založen v Alexandrii v roce 1914. Po káhirských klubech Al-Ahly a Zamalku má třetí největší fanouškovskou základnu v zemi. Své domácí utkání hrává na stadionu Alexandria Stadium, který má kapacitu pro 13 660 diváků.

## Ocenění
- Egyptský pohár: 6x

1926, 1936, 1948, 1963, 1973, 1976
- Pohár Sultána Husajna: 1x

1935
- Alexandria League: 27x

## Účast v soutěžích CAF
- Konfederační pohár CAF: 1x

2006 (Druhé kolo)
- Poháru vítězů pohárů afrických zemí: 3x

1975 (Čtvrtfinále)
1977 (Semifinále)
1979 (První kolo)

## Významní hráči
- Walid Salah El-Din
- Nader El-Sayed
- Hossam Hassan
- Gedo